# Karl Oenike
Karl Oenike (pronunciación en alemán: /ˈoːaˌniːkə/; 1862-1924)  fue un pintor paisajista alemán, que participó en diversas expediciones científicas en Sudamérica durante los años 1887-1891 como pintor y fotógrafo. Escribió diarios detallados y realizó dibujos, bocetos, acuarelas, óleos y fotografías durante estas expediciones, que ofrecen una valiosa perspectiva de regiones y poblaciones remotas, y de las dificultades que encontraron los exploradores alemanes en la década de 1880. Pocos artistas del género del arte exótico han representado mejor la “magia del bosque” en sus pinturas. 
Karl Oenike nació en Berlín el 9 de abril de 1862. Estudió arte en la Kunstakademie de Berlín de 1879 a 1886 con el profesor Eugen Bracht, un paisajista muy respetado de "motivos orientales". Estudió dibujo con el Prof. Hans Meyer.
En 1887 fue invitado por el Prof. Ludwig Brackebusch a participar en una expedición de relevamiento geológico recorriendo la cordillera de los Andes desde la provincia de San Juan hasta la provincia de Salta en el noroeste de Argentina. Posteriormente emprendió otras expediciones por su cuenta a Salta, Paraguay y Brasil . 
Durante su estancia en Buenos Aires, Argentina, conoció a Wilhelmine Fehling, con quien se casó en 1891 y con quien se mudó de regreso a Berlín. Tuvieron cuatro hijas, Charlotte, Marie Henriette, Wilhelmine Gertrud y Luise Irmgard.
A su regreso a Berlín, Karl Oenike siguió una carrera como pintor de paisajes, principalmente en el norte de Europa. Recibió encargos para pintar castillos, paisajes, reproducir escenas históricas, etc. y participó en varias exposiciones. Fue un artista muy prolífico, utilizando diversas técnicas como el grabado, la acuarela, el óleo, etc. Su obra más conocida es “La llegada de los peregrinos”, un grabado que muestra la entrada de peregrinos al pueblo de Belén hacia 1894, que ha sido ampliamente difundido y reproducido en diversas publicaciones.  Pero en realidad la mayor parte de su obra fue pintura de paisajes, donde representó su "visión personal de la naturaleza". 
Pero sus años en la región Sur de Sudamérica “ocuparon un lugar muy importante, sí, buena parte de la obra de su vida”.  Dejó varios informes sobre sus viajes, algunos de los cuales se pueden encontrar en la biblioteca de la Sociedad de Geografía de Berlín y en el Instituto Iberoamericano de Berlín. Y sus dibujos, grabados y fotografías aparecieron en diversas obras sobre América del Sur y la mayoría de ellas se encuentran en el Museo Linden de Stuttgart. 
Falleció el 11 de abril de 1924, a la edad de 62 años.

## Expediciones
- 1888 – Expedición Geológica en la región Andina de Argentina dirigida por el Prof. Ludwig Brackebusch abarcando las provincias de San Luis, San Juan, La Rioja, Catamarca, Jujuy y Salta. [7]
- 1888 – Expedición a Salta por su cuenta
- 1889 – Expedición al Paraguay donde conoció al Prof. A. Jordan, etnógrafo austriaco, con quien subió al Cerro Tatuy en busca de la tribu de los Guayaki, uno de los últimos grupos de la Edad de Piedra. [8]

## Dibujos en publicaciones.
- Ludwig Brackebusch – “Die Kordillerenpässe zwischen der argentinischen Republik und Chile” (Los pasos de montaña entre Argentina y Chile), ed. Zeitschrift Gesellschat für Erdkunde, t.27, 1892
- Ludwig Brackebusch – “Das Bergmannsleben in der Argentinischen Republik” (La vida del minero en la República Argentina), ed. Westermanns Monatshefte, T.75, marzo de 1894, p. 749-771 incluye 15 dibujos de K.Oenike
- Karl Oenike - "Leben und Treiben auf den Steppen und in den Saladeros Südamerikas" (Viviendo y recorriendo las estepas y los saladeros de Sudamérica). Illustrierte Zeitung (Leipzig) Nr.2658 (1894): 623-627
- Karl Oenike - "Ein Ausflug en Paraguay" (Una excursión al Paraguay). Vom Fels zum Meer 15/1 (1896): 122-129
- Karl Oenike – “Skizzen aus Argentinien” (Notas sobre Argentina); 14p incl. 20 dibujos, pub. Von Fels zum Meer (1896): 109-115
- Karl Oenike - "Skizzen aus Paraguay" (Notas sobre Paraguay).  Über Land und Meer Nr.87 Jhg 44/14 (1902). 227-229
- Karl Oenike - "Kakteen Landschaft en Argentina" (Paisaje de cactus en Argentina). Illustrierte Welt 50/26 (1902): 609
- Dr.P.Ehrenreich – “Neue Mitteilungen ueber die Guayaki (Steinzeitmenschen) in Paraguay” (Nuevos informes sobre los Guayaki (tribu de la Edad de Piedra) en Paraguay) en Globus Zeitschrift, T.LXXIII, Nr.5, p. 1-6, ed. F.Vieweg & Son, Braunschweig, Alemania (1898) incluye 1 dibujo de K.Oenike
- Moritz Kronfeld – “Bilder-Atlas zur Pflanzengeographie” (Atlas de imágenes de plantas), Bibliographisches Institut, 1908, 192 págs., incluye dibujos de K.Oenike
- Dr. Herman Ten Kate - “Exotisme in de Kunst” (Exotismo en el arte), Geillustreerd Maandschrift de Elserevier, Año XXIII, T. XLVI (julio-diciembre de 1913), Ámsterdam, Países Bajos
- Roberto Liebenthal y traducciones de Regula Rohland y Beatriz Romero - "Johann Karl Oenike (1862-1924) Testimonios", p.89-145, Cuadernos del Archivo, Año VI.2, Nbr.11/12 (2022), Centro DIHA, Buenos Aires, Argentina
- Wilhelm Sievers - "Süd- und Mittelamerika" (3. Auflage), Bibliographisches Institut, Leipzig & Wien, 1914, 660 págs., incluye dibujos de K.Oenike págs.231, 241, 373

## Pinturas
No existe una lista completa de su obra, pero podemos mencionar las siguientes pinturas que se mencionan en listados recientes de casas de subastas:  La llegada de los peregrinos (Einzug der Pilger); A la orilla del río; Lago en verano con lirios y juncos; Arboleda de alta montaña; Jardín Botánico- Río de Janeiro; Paisaje con río y figura; Paisaje fluvial en Francia con grandes árboles y mujeres caminando; Palmeras en la selva del Paraguay (Palmenlichtung im Urwald von Paraguay); Figuras en el paisaje paraguayo; Viejos robles; Horno cerca del bosque; Páramo en Bavaria; San Bernardino-Paraguay; Paisaje de Argentina, Gran árbol y algunos hombres (Motiv aus Argentinien); Oberburg Manderscheid; Bosquecillo en el Riesengebirge; Guillermo Tell; Bondgard; Al borde del bosque; Claro en el bosque; Álamos en el lago Menkiner; Bispinger, Sendero en la cima de la montaña y casa de un campesino; Herrería del pueblo de Menkin, Uckermark; Palacio Dyck; Lago de montaña brasileño (Brasilianischer Bergsee);  En las montañas de Córdoba en Argentina (In den Bergen von Cordoba in Argentinien);

## Exposiciones
Esta es sólo una lista parcial.
- Sudamérica. Imágenes y estudios. Exposición colectiva en Gurlitt. Berlín. Catálogo de la exposición Gurlitt (1891) [11]
- 63. Exposición de la Academia Real de las Artes en Berlín (1892) [12]
- Gran Exposición de Arte de Berlín, de 1893 a 1924 participó regularmente en esta exposición de arte anual [13]
- Asociación de arte de Bremen, Alemania, 28.ª Exposición de Grandes Cuadros (3.1 al 4.18.1892)
- Sección de arte alemán, Exposición Mundial de Chicago (1893)
- Asociación de arte de Bremen, 29.ªExposición de Grandes Cuadros (marzo de 1894)
- Asociación de arte de Bremen, 30.ª Exposición de Grandes Cuadros (3.1 al 4.15.1896)
- Asociación de exposiciones de arte de Thuringia, Jena, Alemania (mayo de 1902)
- Asociación de arte de Wiesbaden, Alemania, Exposición Internacional de Gráfica del siglo XIX (1912)